# Filtre de Kalman d'ensemble
 (février 2023).
Si vous disposez d'ouvrages ou d'articles de référence ou si vous connaissez des sites web de qualité traitant du thème abordé ici, merci de compléter l'article en donnant les références utiles à sa vérifiabilité et en les liant à la section « Notes et références ».
Pour les articles homonymes, voir filtre.
Le filtre de Kalman d'ensemble (EnKF) est une variante du filtre de Kalman plus adaptée aux problèmes de très grande dimension comme les modèles géophysiques. Il a fait son apparition en 1994 dans un article de Geir Evensen. L'idée du filtre de Kalman d'ensemble est de représenter la loi recherchée par un échantillon de la variable d'état, et par suite la matrice de covariance du filtre de Kalman devient une matrice de covariance échantillonnée.
Le filtre de Kalman d'ensemble est lié au filtre particulaire (les particules représentent la même chose que les membres de l'ensemble).